# Castillo de Portilla
El castillo y antigua villa de Portilla (en euskera: Zabalateko gaztelua), en el municipio de Zambrana (Álava), fue un centro territorial del Reino de Pamplona que nació en el siglo XI. Fue escenario de numerosos enfrentamientos navarro-castellanos, hasta que en el año 1200 fue entregado a Castilla. Más tarde, en el año 1288, va a ser escenario de un gran asedio por parte de Sancho IV en la guerra civil castellana que le enfrentó con su sobrino Alfonso de la Cerda. Abandonado durante siglos, un proyecto de recuperación integral del lugar, galardonado con el Premio Hispania Nostra 2016, permite visitar este espectacular sitio. El castillo roquero, la antigua villa, su iglesia y murallas, constituye un paisaje de enorme belleza que explica su condición de villa-fortaleza en un entorno completamente natural.

## Historia
El castillo y la antigua villa de Portilla se construyó en el siglo XI por el monarca navarro Sancho III el Mayor, en su política de expansión territorial hacia el condado de Castilla. Desde este momento fue un centro administrativo del reino de Pamplona, y punto de resistencia a la invasión castellana que el rey Alfonso VIII realizó sobre territorio vasco entre 1199 y 1200. La fortaleza estuvo bajo titularidad real, aunque fue gestionada por importantes aristocracias locales y regionales, siendo testigo de las complejas relaciones entre el poder público y privado y, obviamente, de la multiplicidad de funciones que esta fortaleza pudo desempeñar.
Aunque no pudo ser conquistada, finalmente pasó a formar parte de Castilla a cambio de la entrega castellana de la fortaleza de Miranda de Arga, en Olite. Con el tiempo fue perdiendo paulatinamente su importancia, hasta que en el siglo XVI fue definitivamente abandonado.
Durante los aproximadamente 2.500 años de existencia, el lugar de Portilla vivió un mínimo de tres secuencias continuas de abandono y reocupación. En la última de estas secuencias, vio nacer al castrum de Portiella, un asentamiento en altura que surgió en los primeros años del siglo XI como centro territorial del reino de Pamplona y que acabará convertido en villa alavesa, sufriendo un proceso paulatino de abandono y desplazamiento de la población hacia un nuevo asentamiento situado 500 metros ladera abajo, el pueblo de Portilla, nacido como ensanche o suburbio del núcleo original, que terminará absorbiendo y tomando el nombre del viejo asentamiento.

## Paisaje
Su ubicación y altitud en ese entorno proporcionan unas vistas de gran belleza sobre la Sierra de Cantabria, el valle del Ebro en la amplia vega de Miranda de Ebro y la zona oeste de los Montes Obarenes.

## Conjunto monumental
El Conjunto Monumental de Portilla puede catalogarse como un lugar histórico que brinda una oportunidad única a la hora de encarar unanálisis integral de un paisaje cultural que atienda tanto a su estudio como a su puesta en valor.
El conjunto fue declarado como Bien Cultural Calificado cuando se encontraba en estado de ruina progresiva, por lo que el Ayuntamiento de Zambrana y la Cátedra UNESCO en Paisajes Culturales y Patrimonio de la Universidad del País Vasco emprendieron un proyecto de investigación y recuperación cuya primera fase se desarrolló entre 2013 y 2015. El objetivo principal del proyecto, más allá de las implicaciones históricas derivadas del conocimiento paisajístico, fue la recuperación de uno de los conjuntos históricos más importantes del País Vasco.
En el año 2016 recibió el Premio Europa Nostra en la categoría de conservación del patrimonio como factor de desarrollo económico y social.